# Tam-tam TV
Pour les articles homonymes, voir Tam-Tam.
Tam-tam TV était une chaîne de télévision ivoirienne officiellement lancée en mai 2008. Après la création de la structure de production Général Prod, John Zaïbo Jay rendu célèbre par l'émission télévisée « du coq à l'âne » (RTI), a finalisé la création de la chaîne de télévision Tam-tam TV.
Tam-tam TV est une chaîne de télévision numérique satellitaire. C’est une chaîne généraliste consacrée à l'Afrique, 1re chaîne ivoirienne internationale qui couvre l’Europe, l’Afrique du Nord, le Moyen-Orient, l’Afrique subsaharienne, l’Asie et l’Amérique. Elle dispose de bureaux dans plusieurs pays, notamment en Italie, en France, aux États-Unis, en Chine, en Suisse. Son siège est situé à Cocody (Abidjan nord).
La réalisation de ce projet a nécessité un investissement de 76 millions d'euros soit 50 milliards de F CFA. Le capital de l'entreprise gestionnaire du projet est de 15 000 euros soit 10 millions de F CFA.
John Jay affirme que : « Chaque jour que Dieu fait, nous sommes choqués de la manière dont les médias occidentaux présentent notre continent » et « Il n'y a pas mieux que nous (Africains) pour parler de notre continent, de ce qu'on y trouve de beau ».